# دورة الألعاب العربية 1999
لأول مرة تجري الدورة الرياضية العربية بفارق زمني يقل عن أربع سنوات... ففي عام 1999 استضافت العاصمة الأردنية عمان منافسات الدورة الرياضية العربية التاسعة... بعد عامين فقط من انقضاء أحداث الدورة الثامنة في بيروت... ! جرت الدورة للفترة من 15 ولغاية 31 آب/ أغسطس.. وأطلق عليها اسم دورة الحسين لتزامنها مع رحيل الملك حسين بن طلال ملك المملكة الأردنية الهاشمية في العام ذاته الذي أقيمت فيه الألعاب ! شهدت الدورة ولأول مرة مشاركة رياضيي العراق بعد إبعاد دام تسع سنوات... مما أدى إلى أن يعلن الوفد الكويتي انسحابه من الألعاب عقب حفل الافتتاح مباشرة احتجاجا على ذلك.. وبذلك لم يدخل الرياضيون الكويتيون سجلات المنافسة في الألعاب.. ! شارك في الدورة العدد الأكبر من الرياضيين والرياضيات حتى تلك الدورة حيث بلغ عدد المشاركين (5504) شخصا... قدموا من (21) بلدا عربيا...حيث اشترك رياضيو جزر القمر لأول مرة ضمن الألعاب بعد انضمام البلاد إلى الجامعة العربية في عام 1993.. إضافة إلى عودة الصومال للمشاركة بعد غيابها في دمشق وبيروت ! منهاج الألعاب كان الأكبر منذ انطلاق الدورات.. والذي شمل (26) لعبة رياضية... بعد إضافة العاب: الشطرنج وبناء الأجسام والسكواش والريشة والبرديج والكيك بوكسنغ ! وللدورة الثانية على التوالي.. تواصل مصر تصدرها لسجل الأوسمة... وعادت تونس إلى احتلال المركز الثاني بعد تحقيقها لذلك في الرباط 1985... ثم الجزائر ثالثة.. !

## الدول المشاركة
| - الأردن - مصر - تونس | - المغرب - سوريا - الجزائر | - العراق - لبنان - ليبيا | - فلسطين - السعودية - السودان | - عمان - البحرين - الإمارات | - موريتانيا - قطر - جيبوتي | - الصومال - اليمن - جزر القمر |

## الألعاب المشاركة
| - ألعاب القوى - كرة السلة - كرة القدم - رفع الأثقال | - السباحة - الجمباز - المصارعة | - الملاكمة - الكرة الطائرة - كرة اليد | - الدراجات - الفروسية - الرماية | - الكارتيه - الجودو - المبارزة | - التايكواندو - كرة المضرب - كرة الطاولة | - القوارب الشراعية - الشطرنج - بناء الأجسام - الإسكواش | - الريشة الطائرة - الكيك بوكسنغ - البريدج |

## توزيع الأوسمة
| الترتيب | منتخب     | ذهبية | فضية | برونزية | المجموع |
| ------- | --------- | ----- | ---- | ------- | ------- |
| 1       | مصر       | 107   | 79   | 78      | 264     |
| 2       | تونس      | 38    | 42   | 56      | 136     |
| 3       | الجزائر   | 33    | 30   | 20      | 93      |
| 4       | سوريا     | 32    | 38   | 56      | 128     |
| 5       | المغرب    | 31    | 40   | 41      | 112     |
| 6       | الأردن    | 25    | 30   | 69      | 124     |
| 7       | السعودية  | 15    | 26   | 16      | 57      |
| 8       | قطر       | 12    | 10   | 23      | 45      |
| 9       | لبنان     | 7     | 13   | 19      | 39      |
| 10      | الإمارات  | 7     | 9    | 15      | 31      |
| 11      | العراق    | 6     | 5    | 30      | 41      |
| 12      | عمان      | 4     | 5    | 7       | 16      |
| 13      | اليمن     | 1     | -    | 4       | 5       |
| 14      | البحرين   | -     | 2    | 4       | 6       |
| 15      | فلسطين    | -     | 1    | 9       | 10      |
| 16      | ليبيا     | -     | -    | 15      | 15      |
| 17      | السودان   | -     | -    | -       | -       |
| 17      | جيبوتي    | -     | -    | -       | -       |
| 17      | موريتانيا | -     | -    | -       | -       |
| 17      | الصومال   | -     | -    | -       | -       |
| 17      | جزر القمر | -     | -    | -       | -       |